# Arduino

Arduino je mikrokrmilnik na matični plošči, ki je zasnovan tako, da bi bil postopek z uporabo elektronike v multidisciplinarnih projektih, bolj dostopen. Strojno opremo sestavljajo odprtokodna oblika plošče in 8-bitni mikrokontroler Atmel AVR ali 32-bitni Atmel ARM. Programska oprema je sestavljena iz standardnega programskega jezika, prevajalnika in zagonskega nalagalnika, ki se izvaja na mikrokrmilniku. Razvojne plošče Arduino so naprodaj že sestavljene ali pa v »sestavi sam« izvedbi.
Mikrokrmilnik so razvili na šoli oblikovanja v italijanskem mestu Ivrea in predstavlja enega zgodnjih mejnikov v gibanju odprtokodne strojne opreme.